# Фонд иранистики
Фонд иранистики (перс. بنياد ايرانشناسي‎) — иранская государственная организация, созданная в 1997 году и финансирующая исследования иранской культуры и цивилизации в целом. В центральном городе каждого остана имеется отделение организации.
Руководитель организации — президент Ирана. В совет попечителей входят:
- президент (или его представитель),
- министр культуры и высшего образования, министр культуры и исламской ориентации, министр иностранных дел, руководитель Организации бюджетного планирования или его представитель, а также президент Академии персидского языка и литературы.
- директор Фонда иранистики,
- 4—6 деятелей науки и культуры или общественных деятелей.